# Love Is Your Name
 (novembre 2019).
Singles
(It) Feels So Good (2011) Red, White & You (2016)
Love Is Your Name est une chanson du chanteur d’Aerosmith, Steven Tyler.
Écrite par Eric Paslay et Lindsey Lee, elle sert de premier single au premier album solo de Tyler, We're All Somebody from Somewhere (en), sorti le 15 juillet 2016. Comme le reste de l'album, il s'agit d'une chanson de country. La chanson a été enregistrée aux Blackbird Studios à Nashville en Tennessee avec le groupe Loving Mary et a été produite par Dann Huff. Le single est sorti le 13 mai 2015 sur toutes les plateformes numériques.

## Contexte
Tyler déménage à Nashville en janvier 2015 et travaille depuis avec des compositeurs sur de nouvelles chansons pour son album. Love Is Your Name est la première chanson issue de ces sessions. En avril, Tyler signe officiellement un contrat d'enregistrement avec Dot Records (une filiale du groupe Big Machine Label), le label de Scott Borchetta.
Tyler explique que son appréciation pour la musique country est profondément enracinée, il cite des artistes qu'il a écouté en grandissant tels que les Everly Brothers, Patsy Cline, Dan Hicks et The Lovin' Spoonful parmi ses influences country et folk.
La chanson commence par une autoharpe, un instrument de musique peu entendu dans la musique country moderne. La chanson comporte également des violons et des banjos. La chanson a été comparée à Mumford & Sons, pour son ton exaltant ainsi que pour son instrumentation similaire à leur œuvre. La chanson a également été décrite comme « riche en harmonie » et « pas tout à fait comme les autres chansons qui passent à la radio country en ce moment ». Tyler la décrit lui-même comme étant « un peu entre Steven Tyler, Mumford & Sons et les Everly Brothers »,.

## Promotion
Le 13 mai, le jour de la sortie du single, la chanson est diffusée pour la première fois sur 120 stations country dans tous les États-Unis via iHeartMedia. Tyler parle également de la chanson lors d'une interview au Bobby Bones Show, programme diffusé sur 80 stations de radio et également disponible par abonnement numérique. À la télévision, Tyler est interviewé par Nancy O'Dell ; l'interview est diffusée sur CBS This Morning et Entertainment Tonight. Plus tard dans la soirée, lors de la finale de la saison 14 d' American Idol, Tyler interprète la chanson, suivie d'un duo sur Piece of My Heart de Janis Joplin, avec Jax, le candidat qui finit à la troisième place.

## Performance commerciale
La chanson entre dans le classement de Country Airplay à la 33e place, grâce à des diffusions toutes les heures sur les stations iHeartMedia dès le jour de sa sortie le 13 mai. Elle entre également dans le classement Hot Country Songs à la 27e place, avec 25 000 exemplaires vendus lors de sa première semaine. La chanson entre à la 75e place du classement Billboard Hot 100. La chanson s'écoule à 110 000 exemplaires aux États-Unis du jour sa sortie jusqu'au février 2016.

## Clip
Le 3 juillet 2015, Tyler sort le clip de Love Is Your Name sur Facebook et YouTube. Le clip a été réalisé par Trey Fanjoy.

## Classements
| Classement (2015)                | Meilleure place |
| -------------------------------- | --------------- |
| Canada (Canadian Hot 100)        | 54              |
| US Billboard Hot 100             | 75              |
| US Country Airplay (Billboard)   | 33              |
| US Hot Country Songs (Billboard) | 19              |